# Krakatit
Krakatit – pochodząca z 1922 (wydana w 1924) roku powieść Karela Čapka, nosząca cechy utworu science fiction, kryminalnego, przygodowego i sensacyjnego dreszczowca.

## Fabuła
Bohaterem książki jest Prokop – inżynier chemik, specjalista od materiałów wybuchowych. Wędruje on ulicami miasta i spotyka swojego kolegę z uniwersytetu, Jurka Tomesza. Opowiada mu o swoim nowym wynalazku – materiale wybuchowym o wielkiej sile, który nazwał Krakatitem (od nazwy wulkanu Krakatau). Tomesz odprowadza kolegę do swojego mieszkania i tam przez przypadek słyszy formułę chemiczną Krakatitu. Zaraz po tym opuszcza mieszkanie. Prokopa budzi nieznana mu dziewczyna, która powierza mu list do Tomesza. Chemik wyjeżdża do ojca Tomesza; tam też leczy swoje mocno nadwątlone zdrowie. Poznaje także Anusię, córkę doktora Tomesza, i zakochuje się w niej. Pewnego dnia znajduje w gazecie adresowane do siebie ogłoszenie.
Nadawcą ogłoszenia okazał się inżynier Carson z zakładów w Balttin, produkujących materiały wybuchowe. Prokop wyjeżdża tam (przede wszystkim w poszukiwaniu Tomesza, który jest w kontakcie z Carsonem) i otrzymuje do dyspozycji laboratorium i wszystkie wygody. Zapoznaje się także z księżniczką Wilhelminą Adelajdą Maud, mieszkającą w zamku w okolicach fabryki. Prokop i księżniczka powoli zbliżają się do siebie, ale Prokop wciąż pragnie tylko odnalezienia Tomesza lub tamtej dziewczyny. Księżniczka pomaga mu w ucieczce. Po jej odejściu spotyka się z dyplomatą d'Hemonem, który każe siebie nazywać towarzyszem Daimonem i prowadzi go na zebranie grupy ludzi, posiadających radiostację (nadawane przez nią sygnały powodują eksplodowanie Krakatitu). Na zebraniu wybucha awantura, która kończy się rozsypaniem Krakatitu oraz odejściem Daimona i Prokopa. Obaj jadą do miejsca, gdzie znajduje się wspomniana stacja. Daimon uruchomił ją, co spowodowało śmierć grupy ludzi, znajdujących się w zasięgu Krakatitu. Niedługo potem wylatuje w powietrze fabryka w Grottup, gdzie Tomeszowi udało się samemu stworzyć Krakatit.

## Problemy poruszane w książce
- odpowiedzialność wynalazcy za wynalazki
- odrzucenie relatywizmu
- odczłowieczenie człowieka w epoce technologii

## Film
W 1948 na podstawie książki nakręcono film; reżyserował Otakar Vávra, scenariusz stworzyli Otakar i Jaroslav Vávra. W rolę Prokopa wcielił się Karel Höger.
W 1980 roku powstał remake filmu pod tytułem „Ciemne słońce” („Temné slunce”)